# Søren Lange
Søren Lange (* 1954) ist ein grönländischer Musiker.

## Leben
Søren Lange ist das älteste von drei Kindern des Jägers Jonas Lange und seiner Frau Augusta Olsvig. Er wuchs in Qasigiannguit auf. Bereits mit rund 13 Jahren beschloss er 1967 Musiker zu werden. Von 1968 bis 1969 besuchte er wie damals üblich eine dänische Schule, um Dänisch zu lernen. Er beendete anschließend die Schule in Nuuk. Nach dem Schulabschluss kehrte er nach Qasigiannguit zurück, um im Laden seines Großvaters Julius Olsvig zu arbeiten. Nebenher begann er mit Freunden zu musizieren. 1973 schrieb er seine ersten Lieder. Später arbeitete er als Telefonmonteur für Grønlands Tekniske Organisation und beschloss daraufhin eine Ausbildung zum Elektriker durchzuführen. Er zog wieder nach Dänemark, um die Handelsschule in Ikast zu besuchen, vollzog aber nur die Grundausbildung. Anschließend kehrte er nach Qasigiannguit zurück, wo er unter anderem für KNI und Tele-Post arbeitete. 1985 veröffentlichte er gemeinsam mit Daniel Petersen unter dem Bandnamen Asuki („Keine Ahnung“) sein Debütalbum. Die Musik der Band ist Tanzmusik für den grönländischen Dansemik mit munteren Texten, da man zu traurigen Texten über unglückliche Liebe nicht tanzen könne. Er veröffentlichte mehrere Alben mit Asuki, wo er das einzige feste Mitglied war. Später bestand die Band neben ihm aus seinen Söhnen Malik Lange und Kuluk Lange sowie Hans Grønvold und Peter Rosbach. Für sein Lebenswerk erhielt er 2002 den Ehrenpreis der Koda Awards.